# Cautley
Cautley – przysiółek w Anglii, w Kumbrii. Leży 67,2 km od miasta Carlisle i 354,1 km od Londynu. W latach 1870–1872 osada liczyła 276 mieszkańców.